# Ed (Dals-Ed)
Pour les articles homonymes, voir ED.
Ed est une localité et le centre administratif de la commune de Dals-Ed, dans le comté de Västra Götaland, en Suède. En 2010 sa population est de 2 932 habitants.